# Conicovalvulina
Conicovalvulina es un género de foraminífero bentónico considerado como nomen nudum e invalidado, aunque también considerado un sinónimo posterior de Vacuovalvulina de la familia Chrysalidinidae, de la superfamilia Textularioidea, del suborden Textulariina y del orden Textulariida. Su rango cronoestratigráfico abarca el Montiense (Paleoceno inferior).

## Clasificación
Conicovalvulina incluía a la siguiente especie:
- Conicovalvulina keijzeri